# Odysseus (album)
Pour les articles homonymes, voir Odysseus.

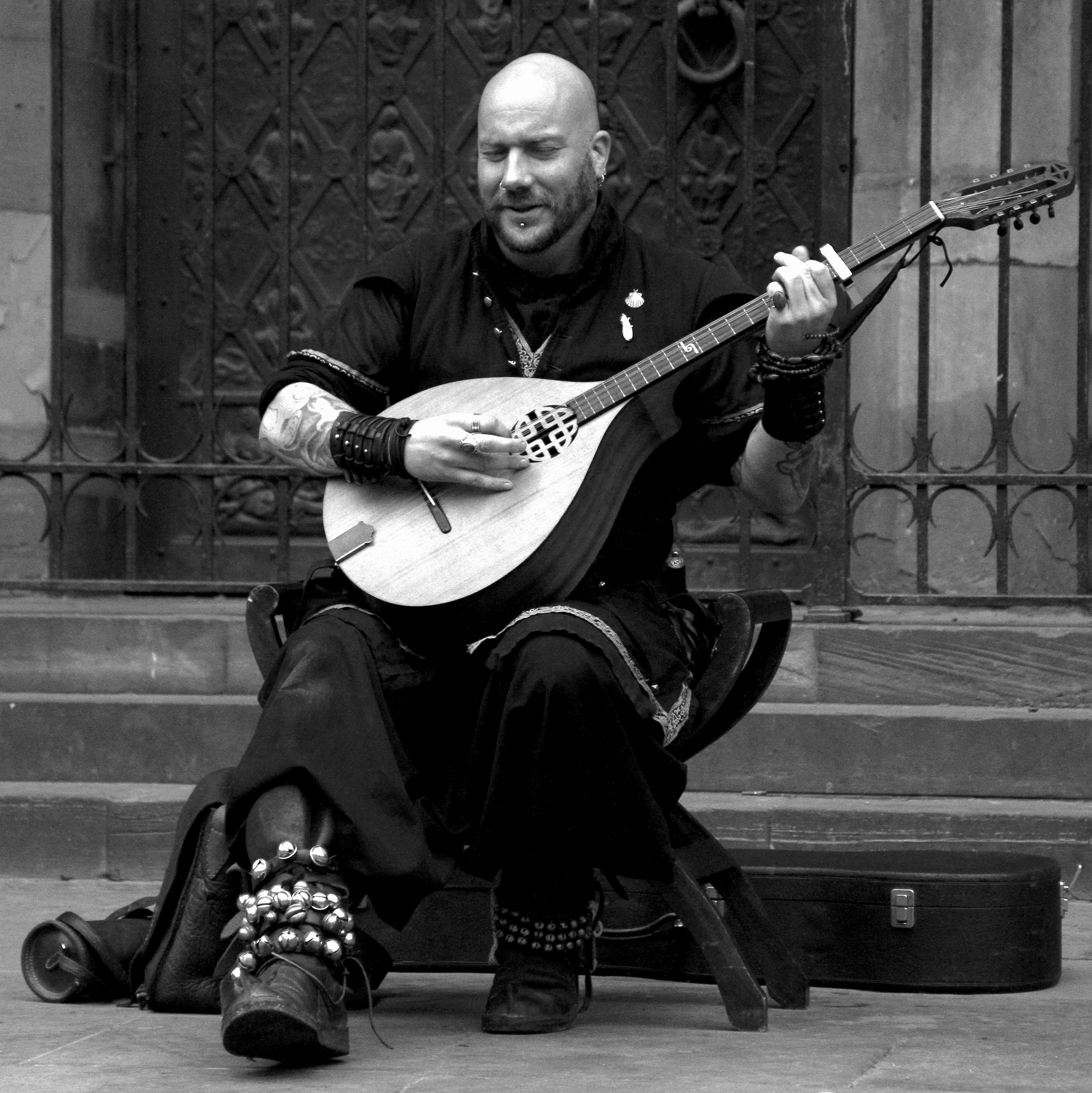
Luc Arbogast en 2013 à Strasbourg

Odysseus est le 6e album de Luc Arbogast sorti en 2013 chez Universal Music Division Mercury Records. Il contient 10 chansons. Il est numéro un des ventes en France durant deux semaines, du 5 au 18 août 2013  (détrôné par la suite par Stromae avec Racine carrée).
L'album est certifié disque de platine le 29 août puis double disque de platine, soit plus de 200 000 ventes.

## Titres
1. Cant de gévaudan
2. Terra incognita
3. Nausicaa (la Moldau)
4. Le roy a fait battre tambour
5. Akhenahema
6. Yelahiah
7. Bowen's barley field
8. Eden (l'adagio d'Albinoni)
9. Mad world
10. Le grand coureur